# The regal bastard
The regal bastard is een studioalbum van Nad Sylvan. 

## Inleiding
Het is deel 3 van de trilogie over Vampirates (kruising piraten en vampiers) volgend op Courting the widow en The bride said no. Met dit album keert Sylvan zich meer naar zichzelf; hij schreef bijna alle muziek en teksten en speelde zelf ook voor het overgrote deel de muziek in; hier en daar bijgestaan door gasten. Opnamen vonden plaats op in geluidsstudio’s in Zweden, Oostenrijk en de Verenigde Staten, zonder die met name te noemen; Sylvan mixte het album zelf in zijn eigen Sylvanite Studio (Zweden). Nick D'Virgilio nam zijn drumpartijen op in de Sweetwater Studio, waar de drummer werkt. Andrew Laitres van The Winter Tree nam op in de Crow’s Nest Studio in Vermont.
De recensenten vonden de muziek passen in de omschrijving popprog (pomuziekachtige progressieve rock). Sylvans stem deed nog steeds denken aan het midden van die van Peter Gabriel en Phil Collins. 

## Musici
- Nad Sylvan – zang, gitaar, toetsinstrumenten, percussie
- Anders Wollbeck – toetsinstrumenten, basgitaar, gitaar, (1, 5, 6, 7) co-muziekproducent (1, 7)
- Guthrie Govan – gitaarsolo (1, 6)
- Paul Mabury – drumstel (1 )
- Jonas Reingold – basgitaar (2, 3, 5, 6, 7)
- Nick D'Virgilio – drumstel (2, 3, 4, 5, 6, 7)
- Jade Ell – achtergrondzang (2, 3, 7)
- Sheona Urquhart – achtergrondzang, stem (2, 3, 7)
- Tania Doko –zang (4, 5, 7)
- Tony Levin  - basgitaar (4)
- Karolina Weber Ekdahl – viool, altviool (5)
- Isabel Blommé – cello (5)
- Maria Grönlund – arrangementen strijkers (5)
- Steve Hackett – gitaar (7)
- Nick Beggs – achtergrondzang (7)
- Aaron Sterling – drumstel (8)
- Andrew Laitres – alle muziekinstrumenten (9), muziekproducent (9)
- Yann Marc – cello (9)

## Muziek
| Nr. | Titel                                                            | Duur  |
| --- | ---------------------------------------------------------------- | ----- |
| 1.  | I am the sea (Sylvan, Wollbeck)                                  | 7:49  |
| 2.  | Oahu (Sylvan)                                                    | 4:19  |
| 3.  | Whoa (Always been without you) (Sylvan)                          | 7:22  |
| 4.  | Meet your maker (Sylvan)                                         | 6:36  |
| 5.  | The regal bastard (Sylvan)                                       | 12:22 |
| 6.  | Leave me on these waters (Sylvan)                                | 5:49  |
| 7.  | Honey I’m home (Sylvan)                                          | 3:02  |
| 8.  | Diva time (Sylvan, Wollbeck)                                     | 4:52  |
| 9.  | The Lake Isle of Innisfree (Laitres, tekst:William Butler Yeats) | 3:43  |